# Andrew Stroud
Andrew Stroud (Wellington, 31 dicembre 1967) è un pilota motociclistico neozelandese, ritiratosi dall'attività agonistica.

## Carriera
La sua carriera nel mondo del motociclismo è iniziata nel 1986 nelle competizioni neozelandesi delle motociclette derivate dalla serie, per cogliere i suoi primi successi nel 1988 ed iniziare anche a gareggiare nelle competizioni internazionale dell'endurance, in particolare alla 8 Ore di Suzuka.
La sua carriera si è sviluppata soprattutto nell'ambito delle competizioni del campionato mondiale Endurance e del campionato mondiale Superbike; in quest'ultimo è stato presente molti anni tra l'edizione inaugurale del 1988 e l'edizione 2005, anche se solo in quella del 1998 è stato pilota titolare, partecipando con la Kawasaki ZX-7RR con un team di sua proprietà (Andrew Stroud Racing).
Proprio delle Superbike è stato per sette volte campione nazionale neozelandese, l'ultima ancora nel 2007.
Per vari anni ha gareggiato nelle competizioni destinate alle moto bicilindriche di grossa cubatura in sella alla Britten V1000, vincendo nel 1994 a Daytona la Battle of the Twins.
Per quanto riguarda le competizioni del motomondiale, dopo gli esordi nel 1992 senza ottenere punti validi per le classifiche iridate, lo si trova nelle graduatorie dalle stagioni 1993 alla 1996 in cui ha gareggiato nella classe 500 alla guida di una Harris Yamaha ed in seguito di una ROC Yamaha. Terminate le esperienze mondiali continua a gareggiare in vari campionati locali fino al 2013, anno in cui annuncia il proprio ritiro dalle competizioni.

## Risultati in gara

### Campionato mondiale Superbike
| 1988 | Moto   |  |  |  |  |  |  |  |  |  |  |  |  |  |  |  |  |    |   |  |  |  |  |  |  |  |  | Punti | Pos. |
| ---- | ------ |  |  |  |  |  |  |  |  |  |  |  |  |  |  |  |  | -- | - |  |  |  |  |  |  |  |  | ----- | ---- |
| 1988 | Bimota |  |  |  |  |  |  |  |  |  |  |  |  |  |  |  |  | 13 | 9 |  |  |  |  |  |  |  |  | 5     | 44º  |

| 1989 | Moto   |  |  |  |  |  |  |  |  |  |  |  |  |     |    |  |  |  |  |  |  |    |   |  |  |  |  | Punti | Pos. |
| ---- | ------ |  |  |  |  |  |  |  |  |  |  |  |  | --- | -- |  |  |  |  |  |  | -- | - |  |  |  |  | ----- | ---- |
| 1989 | Yamaha |  |  |  |  |  |  |  |  |  |  |  |  | Rit | 21 |  |  |  |  |  |  | 13 | 6 |  |  |  |  | 10    | 48º  |

| 1990 | Moto   |  |  |  |  |  |  |  |  |  |  |  |  |  |  |  |  |  |  |  |  |  |  |  |  |   |   | Punti | Pos. |
| ---- | ------ |  |  |  |  |  |  |  |  |  |  |  |  |  |  |  |  |  |  |  |  |  |  |  |  | - | - | ----- | ---- |
| 1990 | Yamaha |  |  |  |  |  |  |  |  |  |  |  |  |  |  |  |  |  |  |  |  |  |  |  |  | 8 | 7 | 17    | 33º  |

| 1991 | Moto     |  |  |  |  |  |  |  |  |  |  |  |  |  |  |  |  |    |    |  |  |  |  |  |  |    |    | Punti | Pos. |
| ---- | -------- |  |  |  |  |  |  |  |  |  |  |  |  |  |  |  |  | -- | -- |  |  |  |  |  |  | -- | -- | ----- | ---- |
| 1991 | Kawasaki |  |  |  |  |  |  |  |  |  |  |  |  |  |  |  |  | 11 | 16 |  |  |  |  |  |  | 11 | 22 | 10    | 51º  |

| 1992 | Moto     |  |  |  |  |  |  |  |  |  |  |  |  |  |  |    |    |  |  |  |  |  |  |  |  |  |  | Punti | Pos. |
| ---- | -------- |  |  |  |  |  |  |  |  |  |  |  |  |  |  | -- | -- |  |  |  |  |  |  |  |  |  |  | ----- | ---- |
| 1992 | Kawasaki |  |  |  |  |  |  |  |  |  |  |  |  |  |  | 15 | 11 |  |  |  |  |  |  |  |  |  |  | 6     | 49º  |

| 1994 | Moto     |  |  |  |  |  |  |  |  |  |  |  |  |  |  |  |  |  |  |     |    |  |  |  |  |  |  | Punti | Pos. |
| ---- | -------- |  |  |  |  |  |  |  |  |  |  |  |  |  |  |  |  |  |  | --- | -- |  |  |  |  |  |  | ----- | ---- |
| 1994 | Kawasaki |  |  |  |  |  |  |  |  |  |  |  |  |  |  |  |  |  |  | Rit | 18 |  |  |  |  |  |  | 0     |      |

| 1998 | Moto     |    |    |    |     |    |    |    |    |    |     |    |    |    |    |     |     |    |    |     |    |    |    |    |    |  |  | Punti | Pos. |
| ---- | -------- | -- | -- | -- | --- | -- | -- | -- | -- | -- | --- | -- | -- | -- | -- | --- | --- | -- | -- | --- | -- | -- | -- | -- | -- |  |  | ----- | ---- |
| 1998 | Kawasaki | 17 | 16 | 22 | Rit | NP | NP | 18 | 16 | 16 | Rit | 14 | 15 | 14 | 12 | Rit | Rit | 16 | 17 | Rit | NP | 15 | 13 | 21 | 20 |  |  | 13    | 25º  |

| 2005 | Moto   |  |  |    |    |  |  |  |  |  |  |  |  |  |  |  |  |  |  |  |  |  |  |  |  |  |  | Punti | Pos. |
| ---- | ------ |  |  | -- | -- |  |  |  |  |  |  |  |  |  |  |  |  |  |  |  |  |  |  |  |  |  |  | ----- | ---- |
| 2005 | Suzuki |  |  | 15 | 12 |  |  |  |  |  |  |  |  |  |  |  |  |  |  |  |  |  |  |  |  |  |  | 5     | 31º  |

| Legenda | 1º posto        | 2º posto            | 3º posto           | A punti      | Senza punti        | Grassetto – Pole position Corsivo – Giro più veloce |
| Legenda | Gara non valida | Non qual./Non part. | Ritirato/Non class | Squalificato | '-' Dato non disp. | Grassetto – Pole position Corsivo – Giro più veloce |

### Motomondiale
| 1992 | Classe | Moto       |  |  |  |  |  |  |  |  |    |    |  |  |  |  |  | Punti | Pos. |
| ---- | ------ | ---------- |  |  |  |  |  |  |  |  | -- | -- |  |  |  |  |  | ----- | ---- |
| 1992 | 500    | ROC Yamaha |  |  |  |  |  |  |  |  | 12 | 11 |  |  |  |  |  | 0     |      |

| 1993 | Classe | Moto          |  |  |  |  |  |  |    |    |    |     |     |    |     |    |  | Punti | Pos. |
| ---- | ------ | ------------- |  |  |  |  |  |  | -- | -- | -- | --- | --- | -- | --- | -- |  | ----- | ---- |
| 1993 | 500    | Harris Yamaha |  |  |  |  |  |  | 20 | 16 | 16 | Rit | Rit | 18 | Rit | 12 |  | 4     | 33º  |

| 1994 | Classe | Moto       |  |  |  |  |  |  |  |  |  |  |  |  |  |    |  | Punti | Pos. |
| ---- | ------ | ---------- |  |  |  |  |  |  |  |  |  |  |  |  |  | -- |  | ----- | ---- |
| 1994 | 500    | ROC Yamaha |  |  |  |  |  |  |  |  |  |  |  |  |  | 15 |  | 1     | 32º  |

| 1995 | Classe | Moto       |    |    |    |     |     |     |    |  |  |  |  |  |  |  |  | Punti | Pos. |
| ---- | ------ | ---------- | -- | -- | -- | --- | --- | --- | -- |  |  |  |  |  |  |  |  | ----- | ---- |
| 1995 | 500    | ROC Yamaha | 17 | 15 | 12 | Rit | Rit | Rit | 19 |  |  |  |  |  |  |  |  | 5     | 28º  |

| 1996 | Classe | Moto       |  |  |  |  |  |  |  |  |  |  |  |  |     |  |    | Punti | Pos. |
| ---- | ------ | ---------- |  |  |  |  |  |  |  |  |  |  |  |  | --- |  | -- | ----- | ---- |
| 1996 | 500    | ROC Yamaha |  |  |  |  |  |  |  |  |  |  |  |  | Rit |  | 14 | 2     | 28º  |

| Legenda | 1º posto        | 2º posto            | 3º posto            | A punti      | Senza punti        | Grassetto – Pole position Corsivo – Giro più veloce |
| Legenda | Gara non valida | Non qual./Non part. | Ritirato/Non class. | Squalificato | '-' Dato non disp. | Grassetto – Pole position Corsivo – Giro più veloce |